# Aloe indurata
Aloe indurata é uma espécie de liliopsida do gênero Aloe, pertencente à família Asphodelaceae.